# Welver
Welver est un village et une commune d'Allemagne de l'arrondissement de Soest en Rhénanie-du-Nord-Westphalie. Elle est environ à 12 km au sud-ouest de Hamm et 12 km au nord-ouest de Soest.